# Маковеєнко Павло Миколайович
Павло́ Микола́йович Макове́єнко — солдат Збройних сил України, 79-та бригада.

## Бойовий шлях
Гранатометник 1-ї аеромобільної роти. Бився на висоті «Ураган-11». Під час штурму Красного Лиману після поцілення терористами з гранатомета в український автомобіль Маковеєнко кинувся рятувати до палаючої кабіни водія. Під обстрілом противника він розрубав сокирою кабіну та витягнув побратима, врятувавши йому життя.

## Нагороди
За особисту мужність і героїзм, виявлені у захисті державного суверенітету та територіальної цілісності України, вірність військовій присязі під час російсько-української війни нагороджений
- орденом «За мужність» III ступеня (21.10.2014)
- орденом «За мужність» II ступеня (4.12.2014)